# オジー・オズボーン
オジー・オズボーン（英語: Ozzy Osbourne、本名、ジョン・マイケル・オズボーン（英語: John Michael Osbourne）、1948年12月3日 - 2025年7月22日）は、イングランド出身のヘヴィメタル・ミュージシャン、シンガーソングライター。ブラック・サバスおよび自身のソロ・バンドでヴォーカリストを務めた。2023年に第65回グラミー賞において、最優秀ロック・アルバム賞（『ペイシェント・ナンバー9』）と最優秀メタル・パフォーマンス賞を受賞。2024年4月21日にはロックの殿堂の「パフォーマー部門」で殿堂入り。主な愛称は、「オジー」。

## 経歴

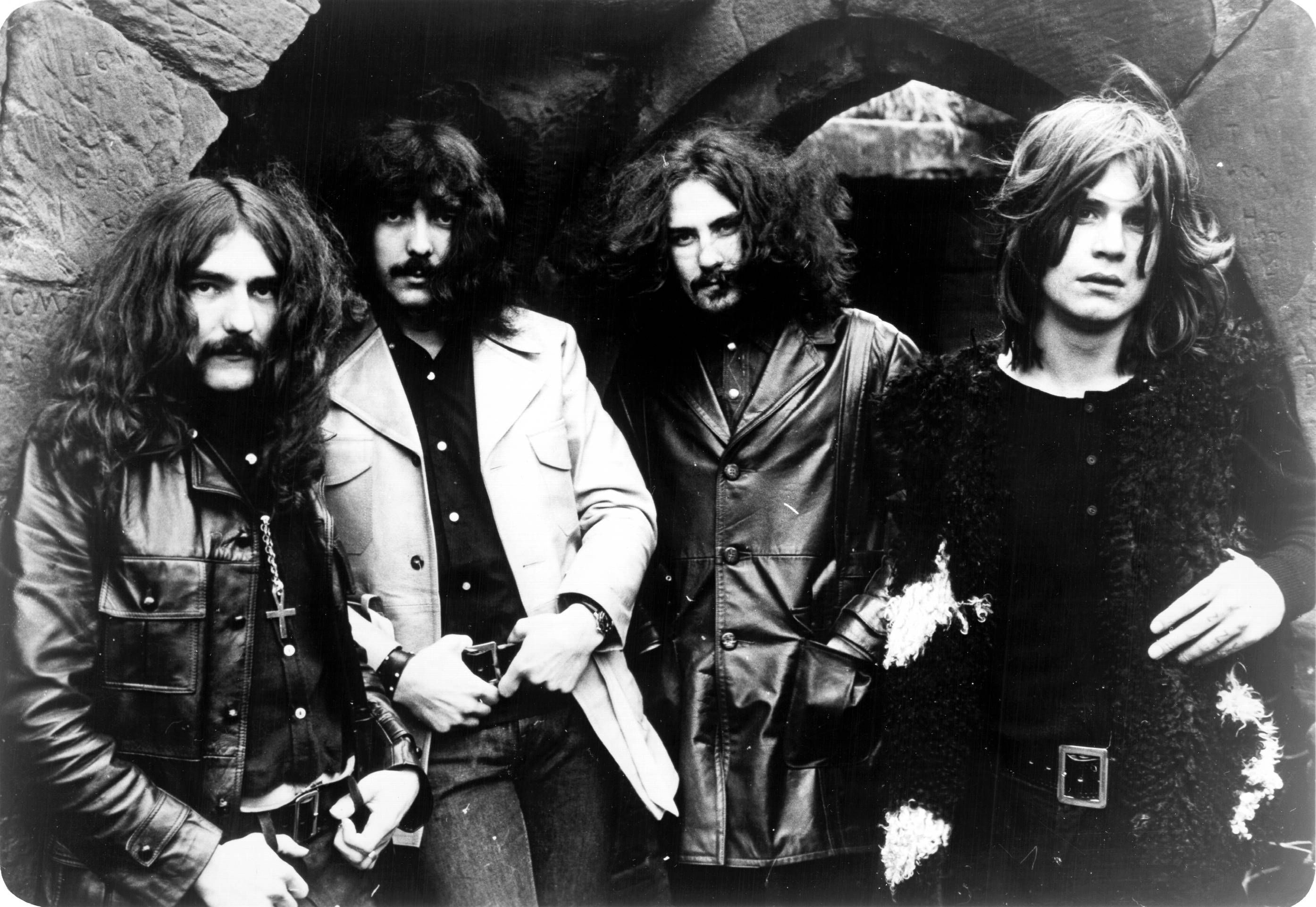
ブラック・サバス デビュー当時 (1970年7月)

### 生い立ち
イングランド中部・バーミンガムで労働者階級の家に生まれる。学校にもほとんど行くことはなく（ディスレクシアを抱えていたともいわれる）、酒代を得るために盗みを繰り返すような少年時代を送った。15歳で学校をドロップアウトした後、「こんな俺でも出来ることがある」ことを証明するために「バンドメンバー求む」という旨のチラシを街に貼る。集まったトニー・アイオミ、ビル・ワード、ギーザー・バトラーと共にバンド「アース」を結成する。

### ブラック・サバス
1969年、アースの4人（担当パート：オジー・オズボーン＝ヴォーカル、トニー・アイオミ＝ギター、ギーザー・バトラー＝ベース、ビル・ワード＝ドラム）はバンド名をブラック・サバスへと改めた。この名はギーザー・バトラーが当時公開されていた映画『BLACK SABBATH』から命名。1970年2月13日金曜日、自費レコーディングによるアルバム『BLACK SABBATH（邦題：黒い安息日）』でデビュー。
1977年、一度脱退するがすぐに復帰。その後、1978年12月に正式に脱退（解雇）しソロに転向する。この時期オジーは「このころの記憶がほとんどない」といわれるほど酒や薬物に溺れ、重ねて父の死が精神的に大きなダメージを与え、日常生活にも支障をきたしかねない状態となっていた。
1997年、オリジナル・メンバーによるラインナップで再結成し、19年ぶりに復帰。オズフェストのヘッドライナーをはじめ欧米各地では大歓迎を持って迎えられた。1998年にライヴ盤『REUNION』を発表。
2004年、2005年、オズフェストのヘッドライナーを務める。前座に2004年はジューダス・プリースト、2005年はアイアン・メイデンが協力した。そして2017年、バンドは約50年に渡る活動の幕を閉じた。

### ソロ / オジー・オズボーン・バンド

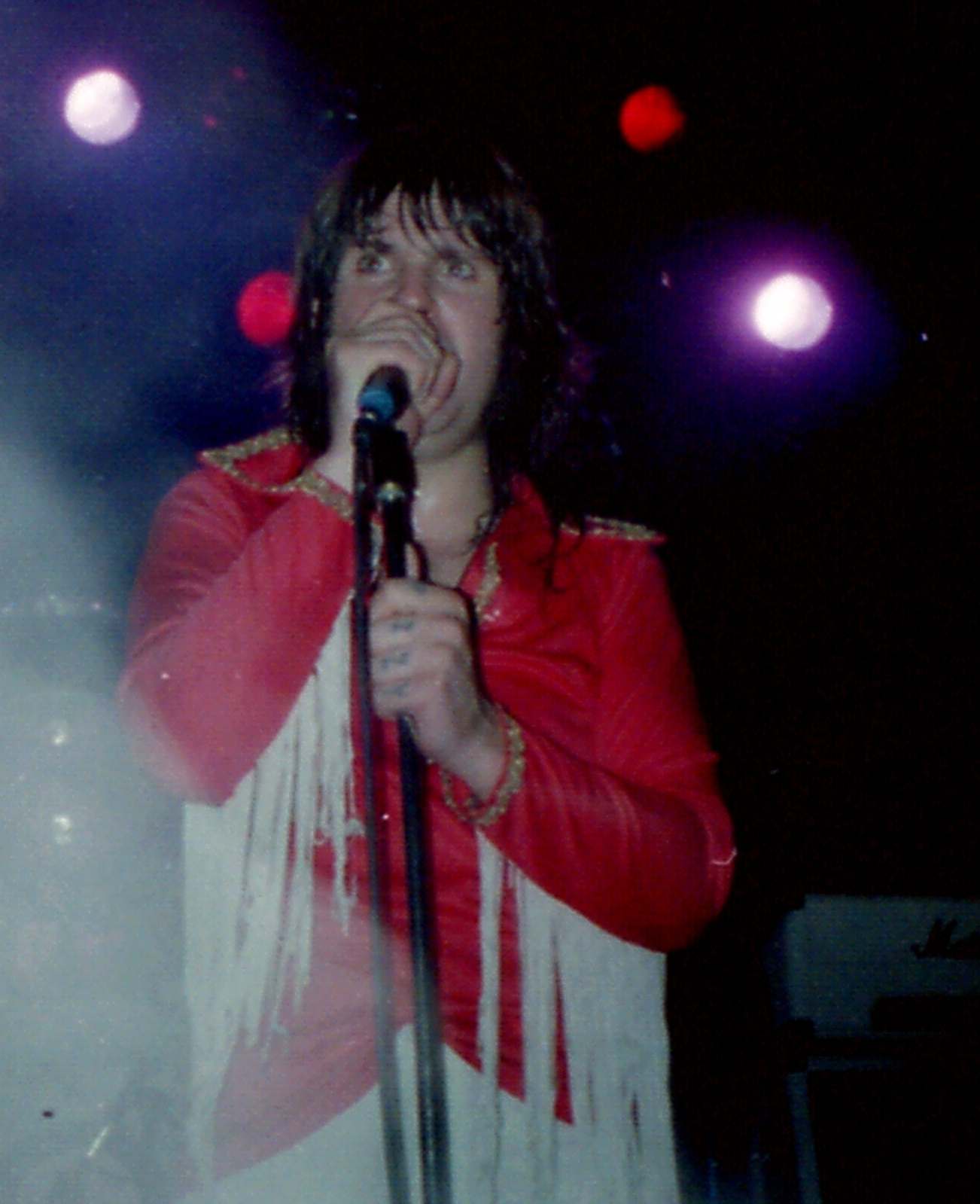
ソロ活動初期のころ (1980年)

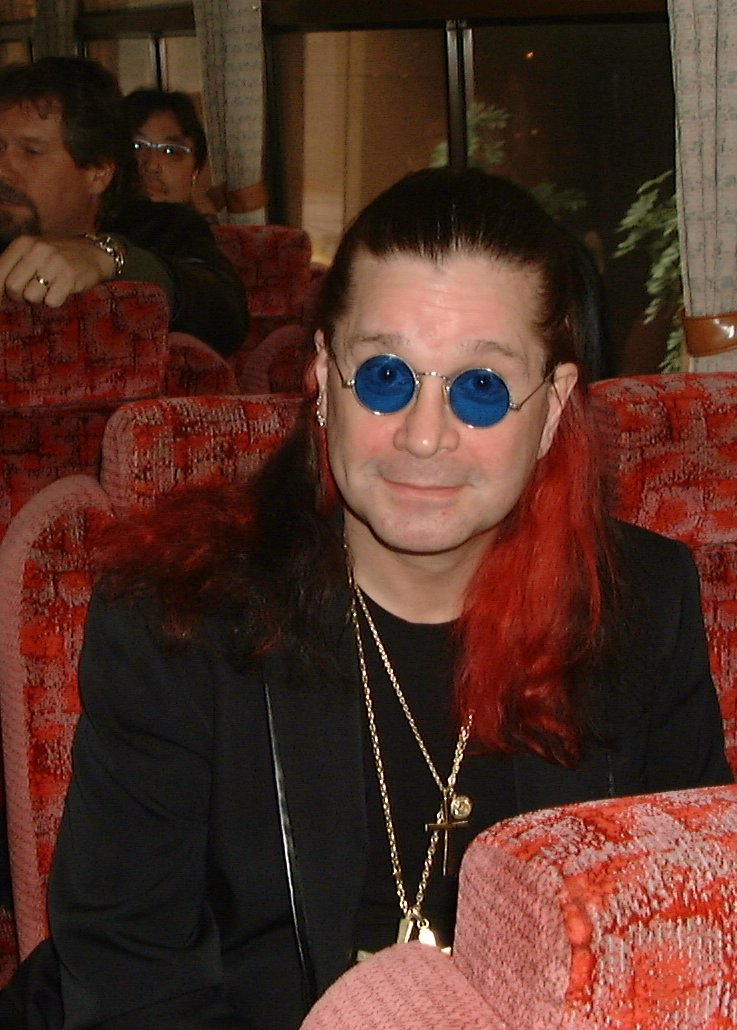
1999年の日本公演でのオジー・オズボーン

1979年、ソロ活動を開始。今は亡きギタリスト、ランディ・ローズともこのころ活動する。ソロ活動第一作目の『ブリザード・オブ・オズ〜血塗られた英雄伝説』は、「ブリザード・オブ・オズ」がバンド名と勘違いされたこともあるが、厳密には勘違いではなく、契約上の問題やプロモーション戦略上の観点から最終的にクレジットしなかったバンド名である。ちなみに英国盤のファースト・シングルにはこの名がバンド名として記載されている。しかし、ランディは1982年3月19日、飛行機事故でその短い生涯を終える。その後はジェイク・E・リーを筆頭に有能な若手ギタリストを発掘してメンバーに加えることが慣例化する。
1990年、突然ライヴツアーからの引退を宣言し、アルバム『NO MORE TEARS』を1991年にリリース。セールスはソロキャリアの中で最高を記録した。しかし1995年に『OZZMOSIS』を発表してライヴツアーを開始し、引退を撤回した。
2001年秋、『DOWN TO EARTH』を発表。2002年には、エリザベス2世女王在位50周年記念コンサートにも出演した。2003年12月には英国の自宅庭で四輪バイクに乗っていた際に事故に遭遇、瀕死の重傷を負うが、2004年夏のオズフェストで見事に復活している。
2009年、ザックの後任としてガス・Gが加入、2010年6月発売のアルバム『SCREAM』から参加が決定した。その後オジーはブラック・サバスに専念するため、ソロ活動が滞る。2017年にサバスの仕事を終えソロツアーを再開。バンドにザックが復帰した。

### 晩年
2018年4月よりラスト・ツアーとして「No More Tours II」を開始するが、2019年1月に自宅で転倒して脊椎を損傷したためヨーロッパ・ツアーを延期。2020年1月にはパーキンソン病を患っていることを告白。延期されていたヨーロッパ・ツアーを2023年5月に開催する予定であったが、同年2月1日にツアー活動からの引退を表明し、同時にヨーロッパ・UKツアーのキャンセルも表明した。
2024年7月に故郷であるバーミンガムをホームタウンとするサッカーチーム「アストン・ヴィラFC」の2024 - 2025シーズン 新ユニフォーム & ホーム・キットCM動画にギーザー・バトラーと共に出演。CM内ではブラック・サバスのパラノイドが使用された。
2025年2月、オリジナル・メンバーによるブラック・サバスとして、またソロとしてのキャリアを締めくくる最後のコンサートの開催を正式に発表。
同年7月5日、イギリス・バーミンガムのヴィラ・パークにて「Back to the Beginning」を開催。司会は俳優のジェイソン・モモアが担当し、サポートアクトにはアンスラックス、スティーブン・タイラー、トム・モレロ（イベントの音楽監督兼任）、ジェイク・E・リー、ヌーノ・ベッテンコート、サミー・ヘイガー、ルディ・サーゾ、チャド・スミス、ロニー・ウッド、ヤングブラッド、トビアス・フォージ、ガンズ・アンド・ローゼズ、パンテラ、トゥール、ラム・オブ・ゴッド、ゴジラ、マストドン、スレイヤー、メタリカなど、ヘヴィメタル界、ロック界を代表するミュージシャン、バンドが次々とステージに登場し、ザック・ワイルド擁するオジー・オズボーン・バンド、ブラック・サバスによるパフォーマンスでミュージシャンとしてのキャリアを終えた。
ラストライブから17日後の同年7月22日にイギリスで死去したことが家族によって公表された。死因について家族は公表していなかったが、ニューヨーク・タイムズ紙が死亡証明書を入手し、冠動脈疾患とパーキンソン病を患った末の心臓発作による死去であったと報じた。同年7月30日には故郷バーミンガムのブラック・サバス橋付近での葬列には大勢のファンが最後の別れを告げるために駆けつけ、地元のブラス・バンドによる「Iron Man」「Crazy Train」が演奏された。翌31日には家族葬がそれぞれ行われ、自宅付近の湖の近くに埋葬された。

## エピソード

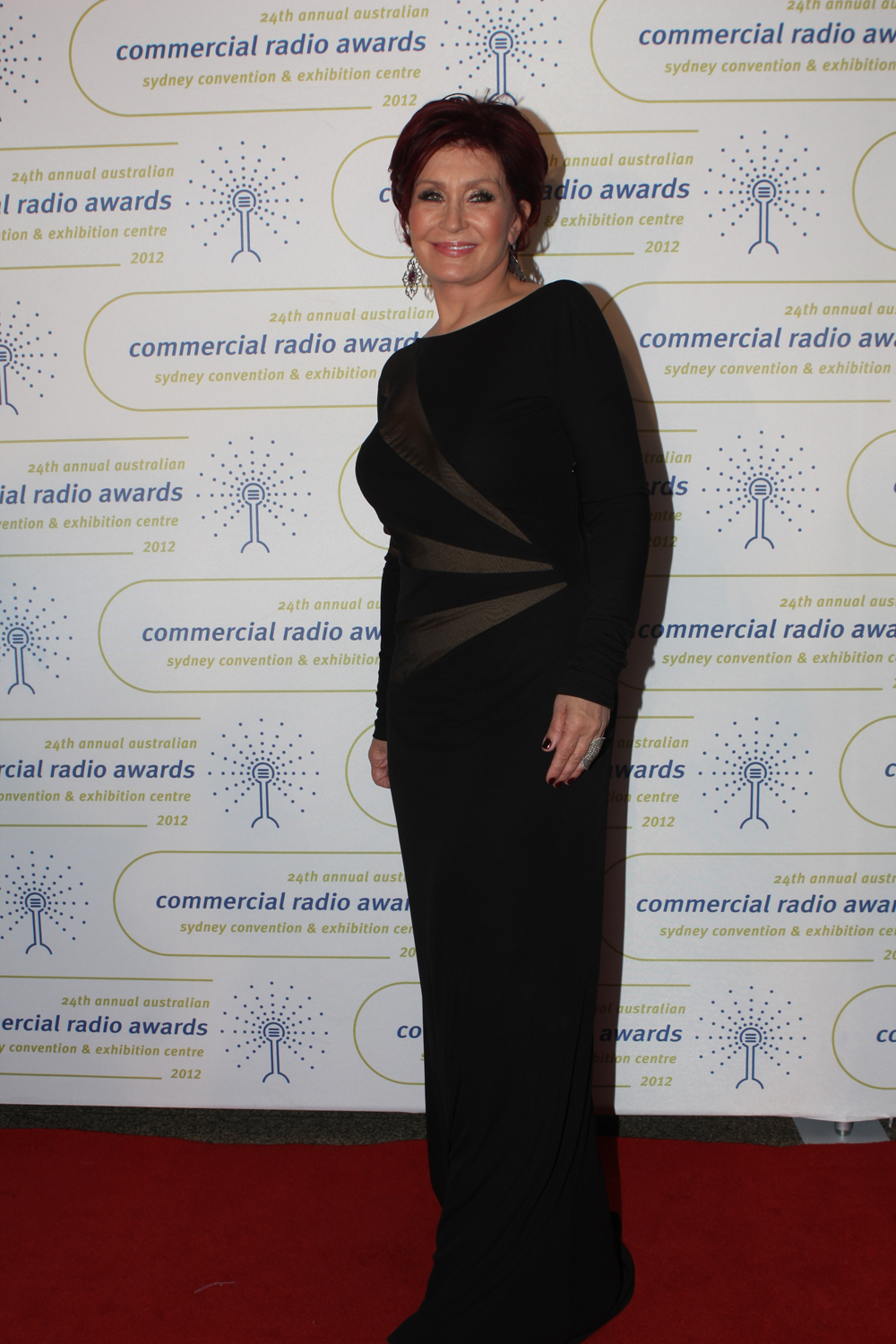
長年マネージャーを務める妻シャロン（2012年）

オジーには常識を逸脱した行為としての様々なエピソードが存在する。下記を含めたエピソードの詳細についてはドキュメンタリー映像作品『Don't Blame Me The Tales Of Ozzy Osborne（邦題：ヒストリー・オブ・オズ）』（1991年）でオジー本人が告白している。

### 生きた鳩を食いちぎり事件
レコード会社の各部門の重役が集まった取締役会議にて、オジーが会見をした時の出来事。マネージャーであるシャロンがオジーに重役ウケの良い平和の象徴である鳩を飛び立たせる演出をする様に渡したところ、泥酔して意識が朦朧としていたオジーは突発的に鳩の首を食いちぎってしまい鳩の死骸をテーブルに投げつけ、その場にいた重役たちがショックで固まってしまったという。この事件がきっかけでオジーの知名度は一般層にも広まったが、後にティッパー・ゴアが設立したPMRCに目の仇にされるようになってしまった。その後シャロンの家に戻った際に、ベースのルディ・サーゾの目の前でポケットに残っていたもう一羽の鳩までをも食いちぎった。

### コウモリ食いちぎり事件
オジーは初期のソロ時代のライヴで、ステージの上から生肉を投げつけるという奇妙なファンサービスを行っていた。観客はそれに答える形で、最初は猫や鳩の死体のレプリカをステージに投げ返していたが、それが次第にエスカレートし、ついには本物を投げつけるようになってしまう。ライヴ後の会場は客が持ち込んだ生肉と血の生臭い匂い、そして腐臭に包まれ主催者から大目玉を喰うこともしばしばだった。『BURRN!』でのインタビュー記事によると、ステージに生きたヤギが放たれていたことまであったという。ある時、ステージ上にコウモリの死骸が投げ込まれた。コウモリは致命的な感染症の一つ、狂犬病の媒介者であるため、絶対に口に入れてはいけないが、オジーはこれをレプリカだと思い、首を噛み千切った。このパフォーマンスにより観客は大いに盛り上がり、翌日のローカル紙には「オジー、コウモリを喰う」という見出しで記事が書かれた。こうしてオジーは伝説的存在となったが、救急病院へ緊急搬送された後、数ヶ月間、毎日のように体中に注射を刺しながらツアーを続けた。現在ではアニメーションによる自身のプロモーションビデオなどで、この事件をネタとして扱っている。味は「塩辛かった」とオジー本人が語っている。
この事件簿から37年後、当時の思い出を記念した「コウモリのぬいぐるみ」をオフィシャルで限定発売した。

### アラモ事件
1982年に米国で行われたツアーの最中、酔っ払っていたオジーは、外出出来ないようにシャロンに服を隠されてしまった。そこでオジーはシャロンの服を勝手に借用し、その服装のままでテキサス州サンアントニオの国民的遺産、アラモ砦へ歩いて行って立ち小便をしたのである。この結果、オジーは10年間テキサス州でのライヴ活動禁止という処分を受けた。

### 「Suicide Solution」で自殺騒動
「Suicide Solution」を聴いて本当に自殺した少年が出た。そのため、自殺をそそのかす曲だとして騒ぎ立てたティーンエイジャーの父兄が、オジーを相手どって裁判を起こし、懲罰的損害賠償を科そうとしたこともあった（結果はすべて敗訴）。

### その他のエピソード

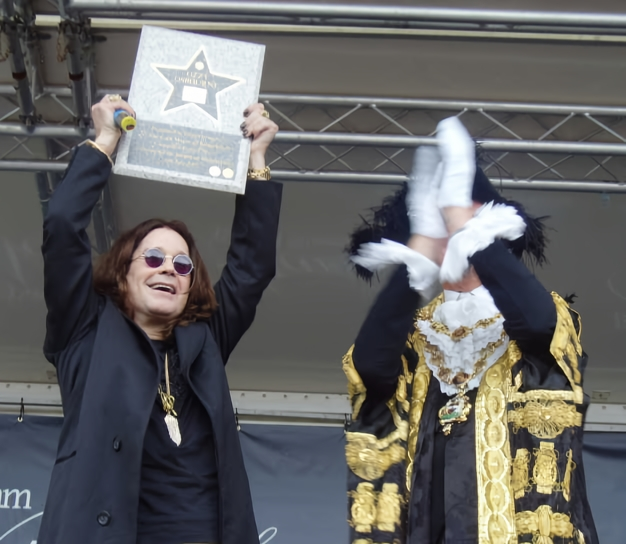
故郷バーミンガムで「名声の歩道」入りに決定したセレモニー (2007年11月)

全身にタトゥーを入れているが、貧乏だったころにやむなくモグリのタトゥーショップに行ったところ、ひどい感染症にかかってしまい生命の危機に陥り、それからは懲りて入れていないという。
同じく過激なパフォーマンスで有名なマリリン・マンソンは、オジーがアリを鼻から吸い込むところを目撃したと証言しており、「彼だけにはかなわない」と白旗を揚げている。
現夫人のシャロンとはブラック・サバス全体のマネージング担当で、ある時バンドの運営費をオジーが使い込んでしまい自宅に怒鳴り込まれ、それがきっかけで交際を始めた。
ビートルズの熱狂的なファン。シャロン曰く、「オジーは生涯ずっとザ・ビートルズをアイドル視してきた。彼らがいたから、自分は音楽の道に進んだって言ってるわ。オジーとは35年近く一緒にいるけど、彼は35年間1日も欠かさずザ・ビートルズを聴いてるの。バイクの事故でこん睡状態にあったとき、私達、病室でザ・ビートルズをかけまくってたのよ」と語っている。
プロレス界とも関りが深く、2021年にはWWE殿堂入りを果たしている。

### 2002年リマスターについて
2002年には『BLIZZARD OF OZZ（ブリザード・オブ・オズ〜血塗られた英雄伝説）』『DIARY OF A MADMAN（ダイアリー・オブ・ア・マッドマン）』『BARK AT THE MOON（月に吠える）』『TRIBUTE（トリビュート〜ランディ・ローズに捧ぐ）』『NO REST FOR THE WICKED』『NO MORE TEARS』『OZZMOSIS』『The Ozzman Cometh』の8タイトルがデジタルリマスター化された。各アルバムにはボーナストラックとしてライヴ録音やシングルB面曲などが追加収録された。

#### リズムトラック差し替え問題
初期2作品について、ランディ・ローズのギターパートがよりクリアに美しく聞こえるようにミックスし直された一方、ドラム・ベースのリズムトラックがオリジナルではボブ・デイズリー（ベース）、リー・カースレイク（ドラム）で録音されたが、2002年のリマスターではロバート・トゥルージロ（ベース）、マイク・ボーディン（ドラム）のテイクに差し替えられた。これは長年争われてきた印税支払い問題をクリアするためにとられた対策であった。その他にも『BARK AT THE MOON』でも随所にオリジナルとの違い（シンセのエフェクトカット、ギターのオーバーダブなど）が見られる。

#### リマスター除外
オリジナルアルバムで唯一『THE ULTIMATE SIN』がリマスター対象外にされた（1995年のリマスターではラインナップに入っていた）。これは当時のオジーがこの作品を気に入っていなかったことが理由である（プロデューサーとの仕事が上手くいかなかったとのこと）。ちなみにこのリマスター除外の影響で「The Ozzman Cometh」で収録されていたアルバム『THE ULTIMATE SIN』からの「Shot In The Dark（邦題：暗闇にドッキリ!）」は1988年発表の『NO REST FOR THE WICKED』からの「Miracle Man」に差し替えられた。その他2002年リマスターから除外されたアルバムには『SPEAK OF THE DEVIL』『JUST SAY OZZY』『LIVE&LOUD』がある。
また「THE ULTIMATE SIN」「JUST SAY OZZY」「LIVE&LOUD」が除外された理由には、前述の「Shot In The Dark」におけるフィル・スーザンとの権利関係の裁判沙汰が影響しているとも言われている。また、『TRIBUTE』を除くブラック・サバスの曲が収録されている『SPEAK OF THE DEVIL』『JUST SAY OZZY』『LIVE&LOUD』に関しては、米国では2002年時点でカタログ落ち、廃盤扱いとなっている。
しかし、iTunesでの配信時には、先述の「Shot In The Dark」を再び収録する形で『THE ULTIMATE SIN』がリマスターされた上で配信されており、2002年のリマスターから外されていた『LIVE & LOUD』も配信されている。ただし、これの他にリマスター対象外とされたアルバムは今の所配信されていない。

### オズボーンズ
2002年には、オズボーン一家のビバリーヒルズの豪邸でのハチャメチャな日常生活を追った、MTVのリアリティ番組『オズボーンズ』が世界的な人気を獲得、家族揃ってお茶の間におなじみの存在となった。しかし、オジーは後にこの番組の出演を了承したことを悔いる発言をしている。
番組内で有名になった“放蕩娘”のケリー・オズボーンは、2002年にシンガーとしてデビューを果たしている。彼女とオジーのデュエット「Changes」（ブラック・サバスのカヴァー）はアメリカやイギリスで大ヒットとなった。妻で敏腕マネージャーのシャロンや息子のジャックもこの番組で有名となった。ケリー、ジャックの上に長女エイミーがいる。

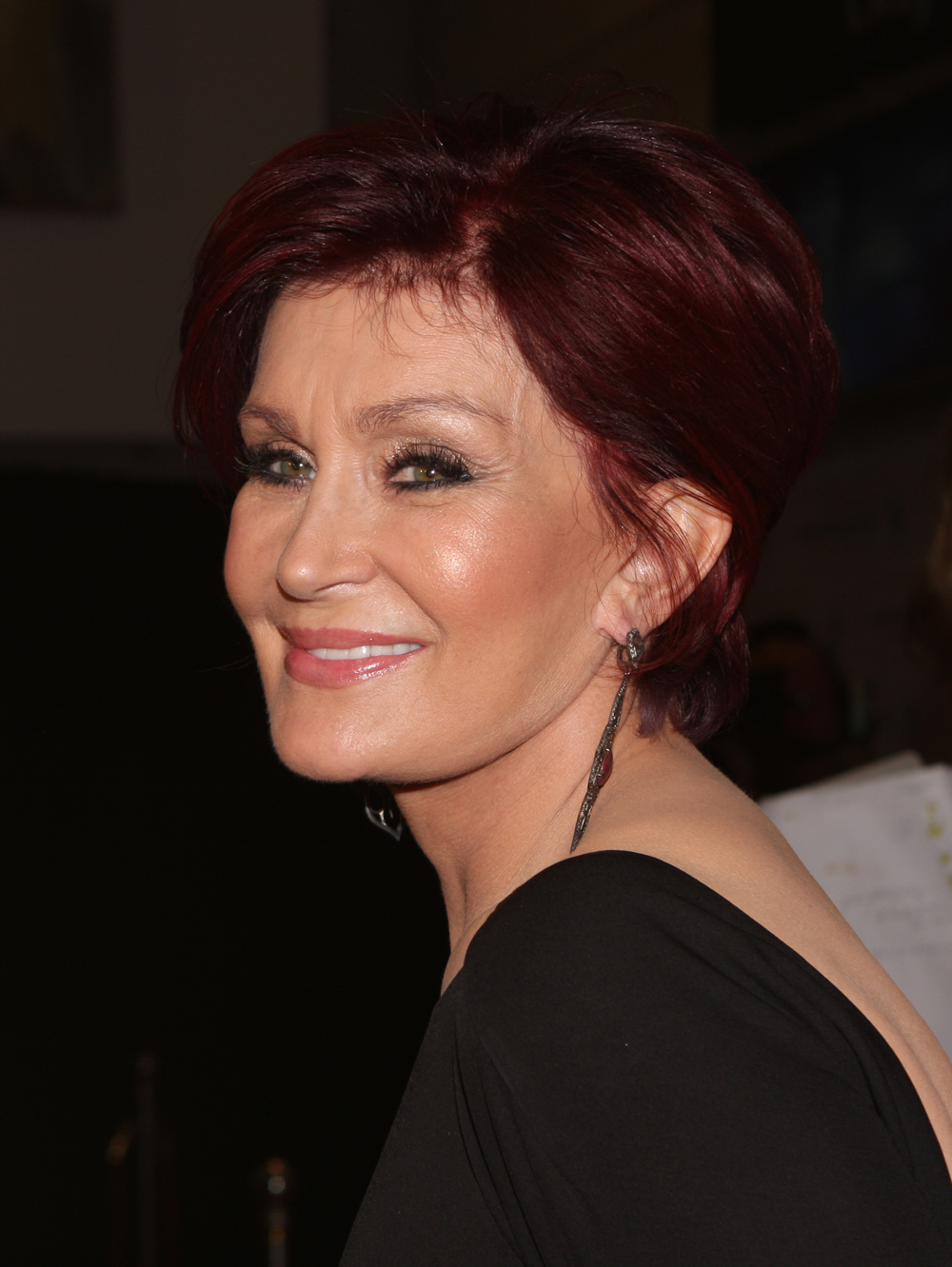
妻シャロン・オズボーン 2012年
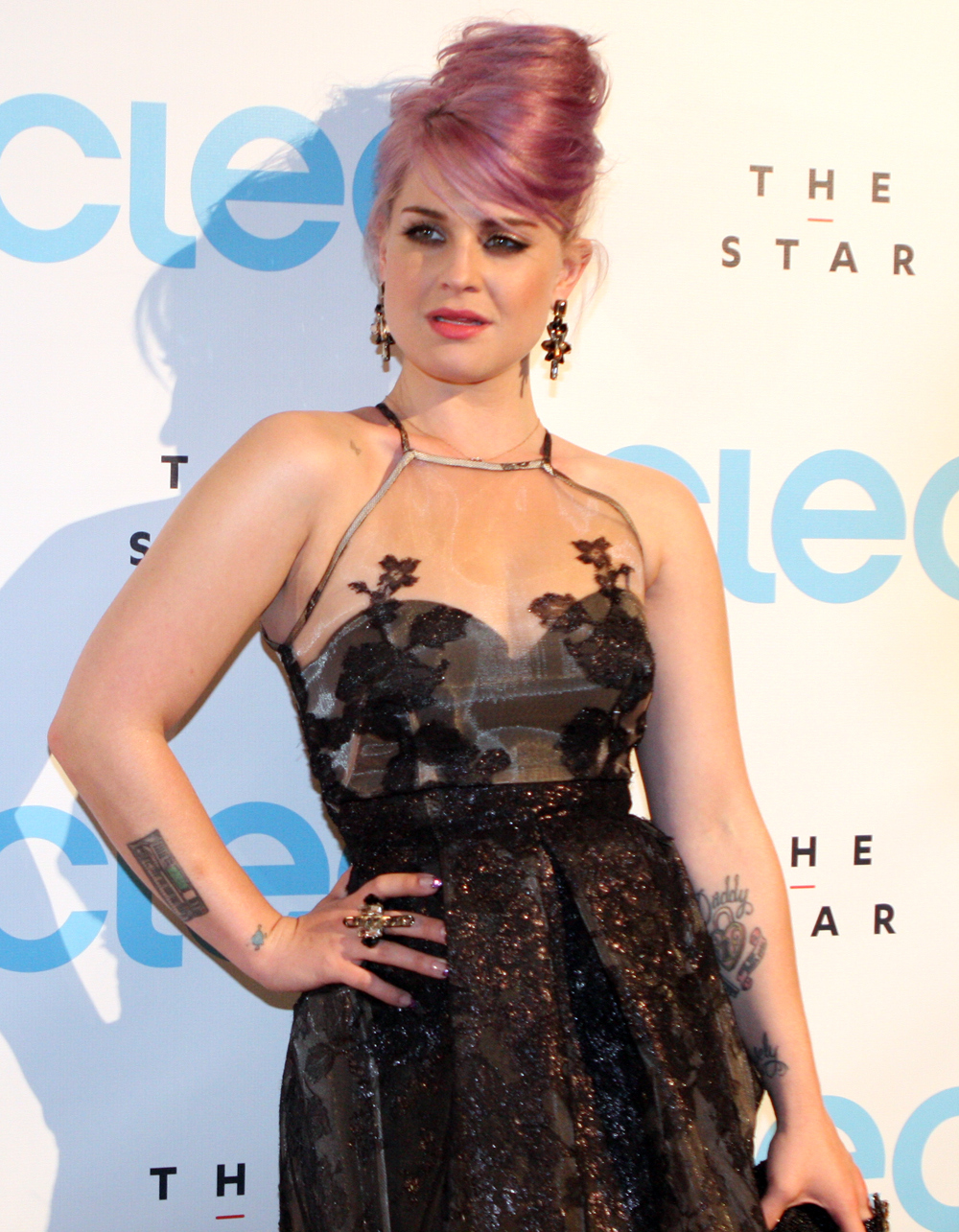
愛娘ケリー・オズボーン 2013年
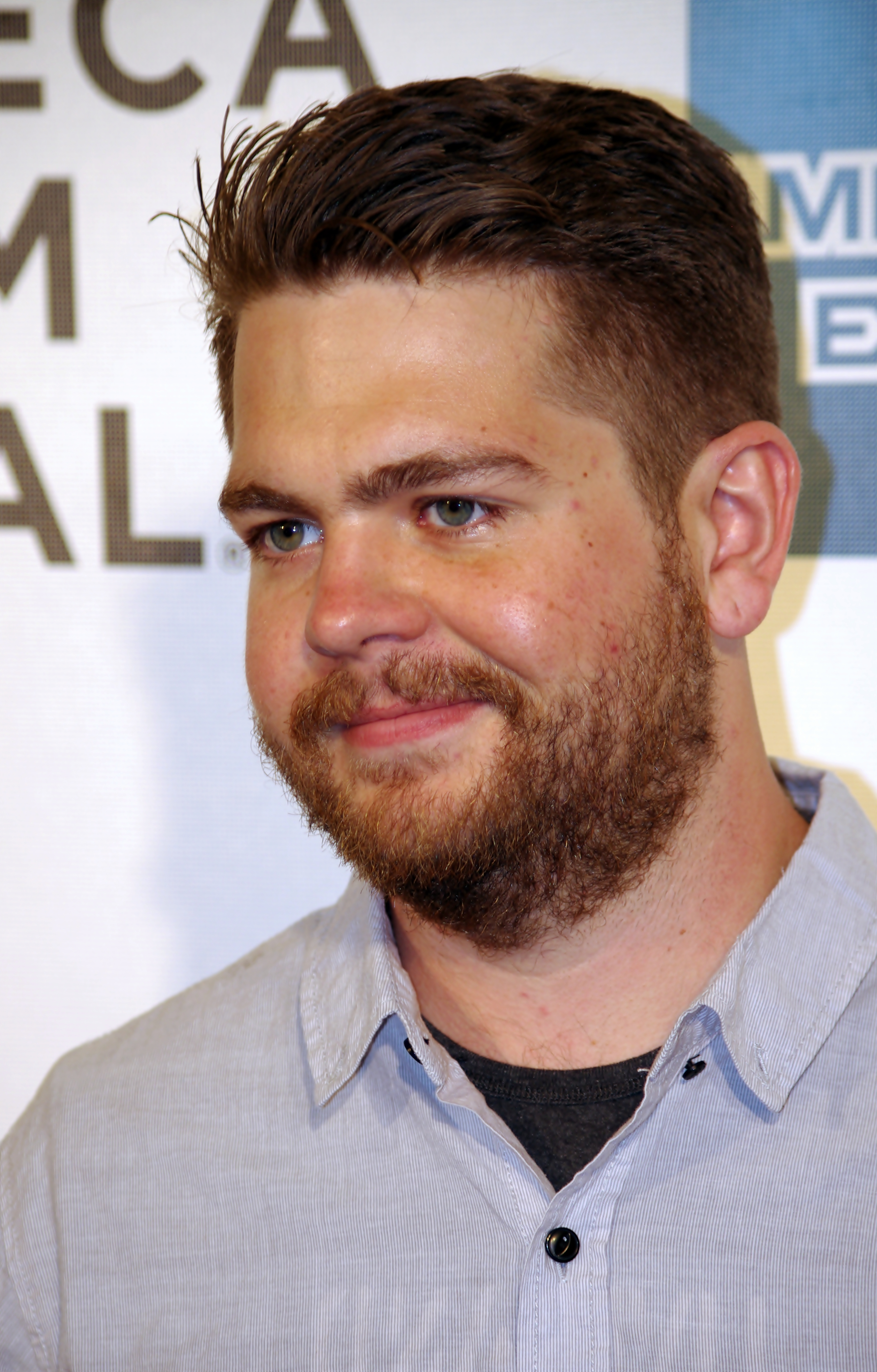
息子ジャック・オズボーン 2011年
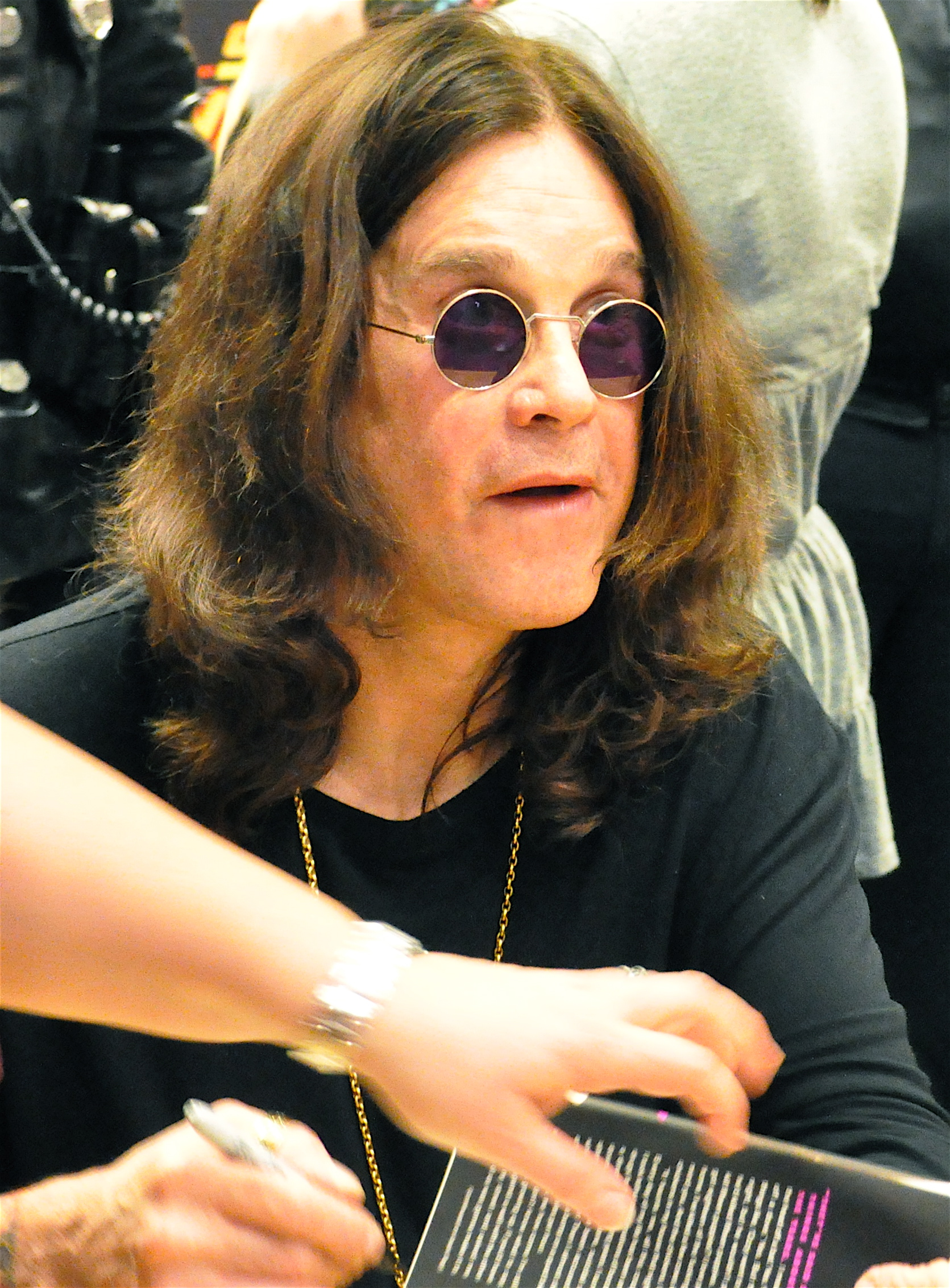
自伝のサイン会にて、オジー 2010年

## メンバー（ソロ）
1979年、オジーがブラック・サバスを解雇された後ソロに転向し、バックサポートをするパーソナルバンドとして発足。数多くの有名プレイヤーを輩出した。

### 最終ラインナップ
- オジー・オズボーン（Ozzy Osbourne） - ボーカル（1979–2025）ブラック・サバス
- ザック・ワイルド（Zakk Wylde） - ギター（1987–1992、1995、1998、2001–2004、2006–2009、2017–2025）ブラック・レーベル・ソサイエティ
- マイク・アイネズ（Mike Inez） - ベース（1989–1993、2025）アリス・イン・チェインズ
- トミー・クルフェトス（Tommy Clufetos） - ドラムス（2010–2025）元ロブ・ゾンビ
- アダム・ウェイクマン（Adam Wakeman） - キーボード（2003–2025）リック・ウェイクマンの次男

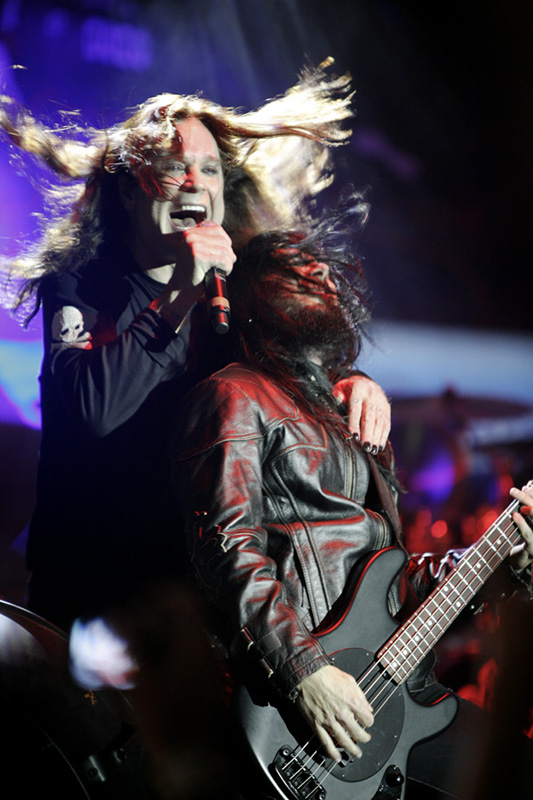
オジー・オズボーン（Vo）2013年
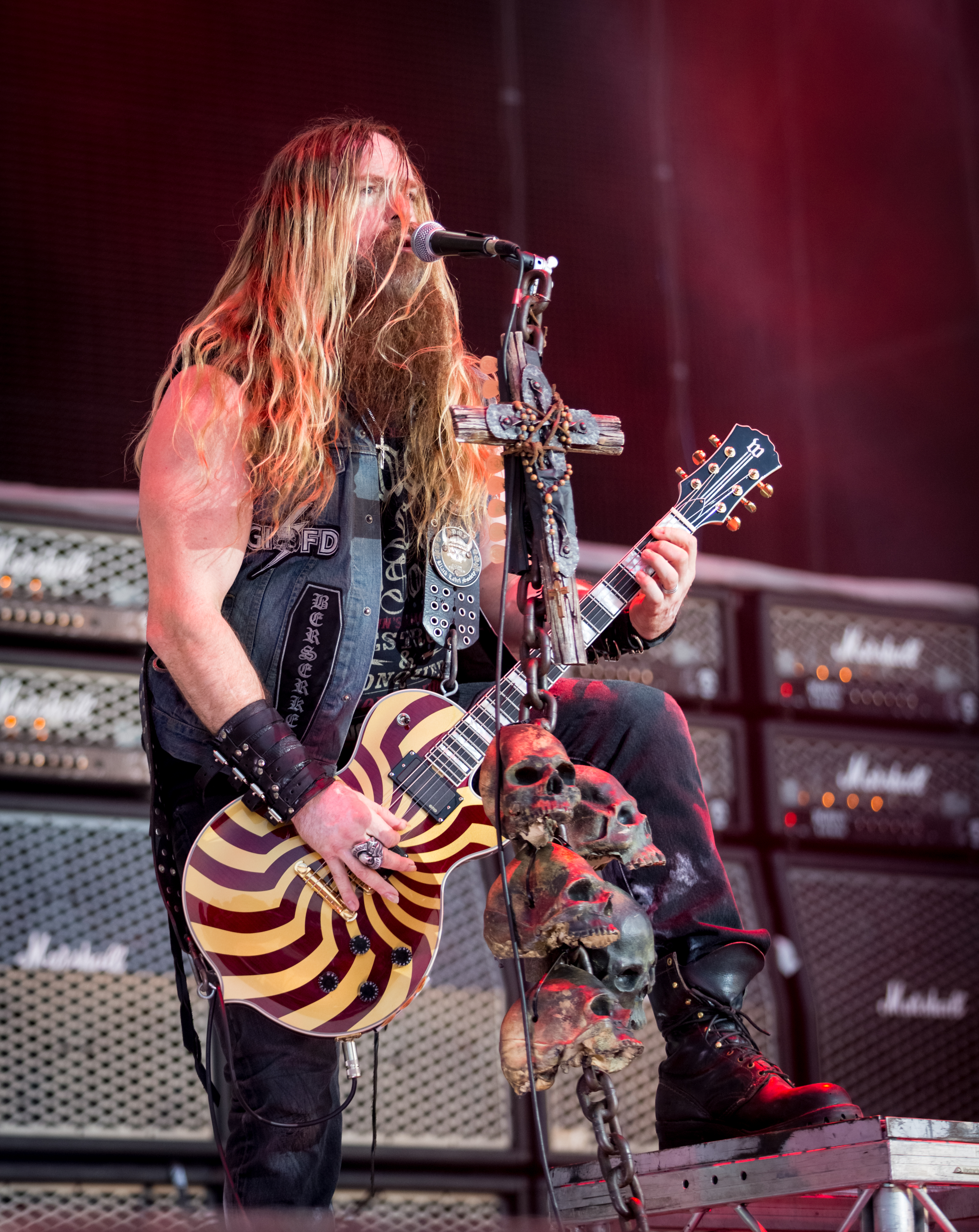
ザック・ワイルド（G）2015年
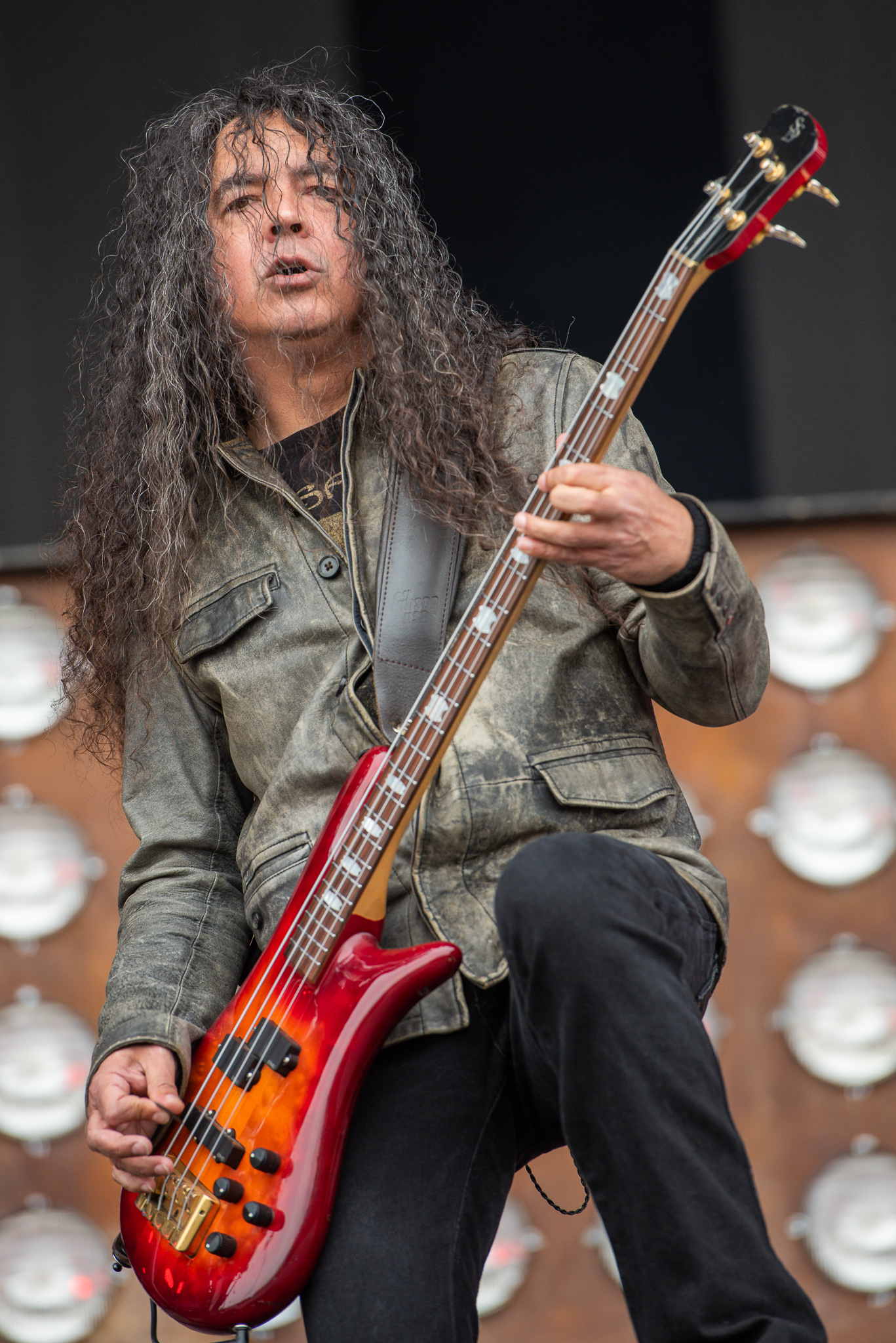
マイク・アイネズ（B）2019年
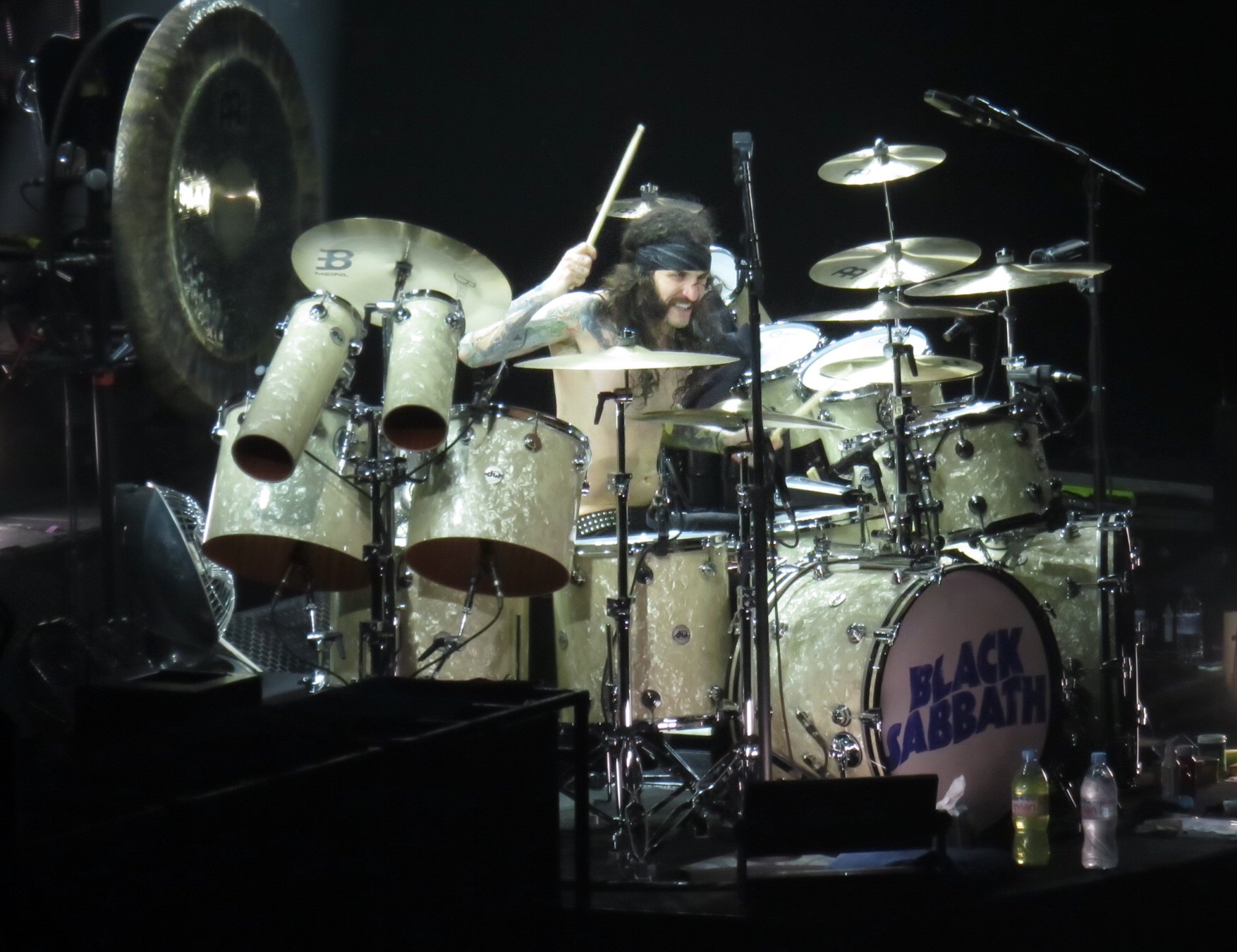
トミー・クルフェトス（Ds）2017年
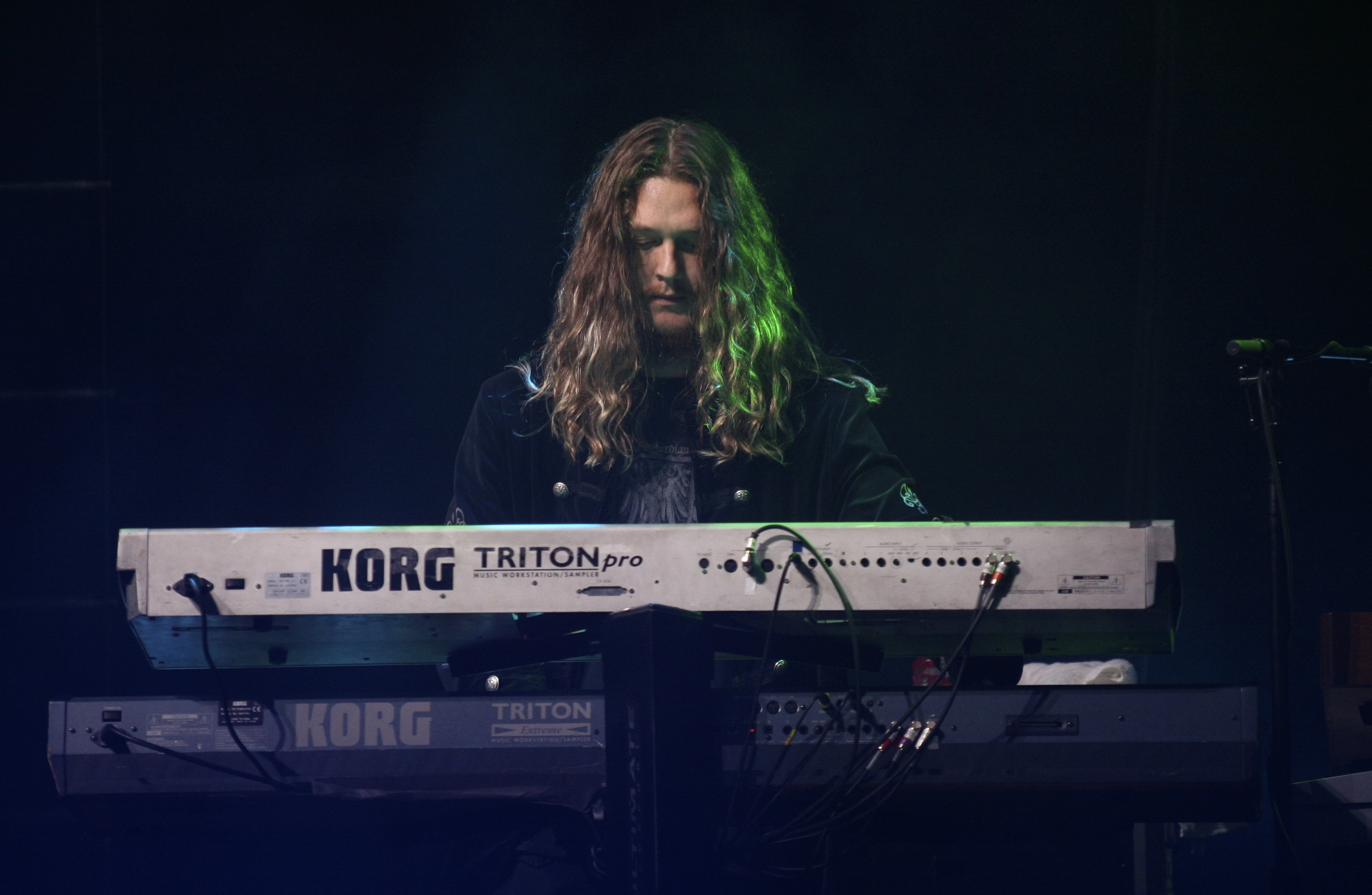
アダム・ウェイクマン（Key）2008年

### 旧メンバー
※ライブサポートのみも含む
ギター
- ランディ・ローズ（Randy Rhoads）（1979–1982）R.I.P.1982 - 元クワイエット・ライオット
- バーニー・トーメ（Bernie Tormé）（1982）R.I.P.2019 - 元アトミック・ルースター、元ギラン
- ブラッド・ギルス（Brad Gillis）（1982–1983） - ナイト・レンジャー
- ジェイク・E・リー（Jake E. Lee）（1983–1987） - 元ラフ・カット
- アレックス・スコルニック（Alex Skolnick）（1995） - テスタメント
- ジョー・ホームズ（Joe Holmes）（1995–1998、1999–2001） - 元リジー・ボーデン
- ガス・G（Gus G）（2009–2017） - ファイアーウインド

ベース
- ボブ・デイズリー（Bob Daisley）（1979–81、1983–85、1988、1991、1994） - 元レインボー
- ルディ・サーゾ（Rudy Sarzo）（1981–1982） - 元クワイエット・ライオット
- ピート・ウェイ（Pete Way）（1982–1983） - UFO
- ドン・コスタ（Don Costa）（1983） - 元M-80
- フィル・スーザン（Phil Soussan）（1985–1987） - 元Wildlife
- ギーザー・バトラー（Geezer Butler）（1988–89、1995） - ブラック・サバス
- ジェイムズ・ロメンゾ（James LoMenzo）（1995） - 元ホワイト・ライオン、元プライド＆グローリー
- ロバート・トゥルージロ（Robert Trujillo）（1996–2003） - メタリカ、元スイサイダル・テンデンシーズ、元インフェクシャス・グルーヴス
- ジェイソン・ニューステッド（Jason Newsted）（2003） - 元フロットサム・アンド・ジェットサム、元メタリカ
- クリス・ワイズ（Chris Wyse）（2004–2005） - 元ザ・カルト
- ロブ・"ブラスコ"・ニコルソン（Rob Nicholson）（2003、2006–2018）元ロブ・ゾンビ、元クリプティック・スローター

ドラム
- リー・カースレイク（Lee Kerslake) (1979–1981） - 元ユーライア・ヒープ
- トミー・アルドリッジ（Tommy Aldridge）（1981–1985） - 元ブラック・オーク
- カーマイン・アピス（Carmine Appice）（1983–1984） - 元ヴァニラ・ファッジ、元カクタス、元ベック・ボガート & アピス
- ジミー・ディグラッソ（Jimmy DeGrasso）（1985） - 元ママズ・ボーイズ
- ランディ・カスティロ（Randy Castillo）（1985–1996、1998） - 元リタ・フォード・バンド
- ディーン・カストロノヴォ（Deen Castronovo）（1994–1995） - 元バッド・イングリッシュ、元ハードライン
- ブライアン・ティッシー（Brian Tichy）（2000） - 元プライド＆グローリー
- ロイ・メイヤーガ（Roy Mayorga）（2000） - 元ノージア、元ソウルフライ
- トミー・リー（Tommy Lee）（2001） - モトリー・クルー
- マイク・ボーディン（Mike Bordin）（1996–2010） - フェイス・ノー・モア

キーボード
- ジョニー・クック（Johnny Cook）（1981） - 元マンゴ・ジェリー
- ドン・エイリー（Don Airey）（1980–1985） - 元コロシアムII、元レインボー
- リンゼイ・ブリッジウォーター（Lindsay Bridgewater）（1980–1981、1983） - 元ムーンドックス
- マイク・モラン（Mike Moran）（1985–1986） - 元クイーン
- ジョン・シンクレア（John Sinclair）（1986–2003） - 元ヘヴィ・メタル・キッズ、元ユーライア・ヒープ
- ケヴィン・ジョーンズ（Kevin Jones）（1991–1992）
- リック・ウェイクマン（Rick Wakeman）（1995） - 元イエス
- マイケル・バインホーン（Michael Beinhorn）（1995） - マテリアル
- ロバート・メイソン（Robert Mason）（1995–1996） - 元クライ・オブ・ラブ

## ディスコグラフィ
一部日本語版公式サイトにて

### スタジオ・アルバム
- 『ブリザード・オブ・オズ〜血塗られた英雄伝説』 - Blizzard of Ozz（1980年9月20日）
  - 11位 4Xプラチナム（US）、7位 シルバー（UK）
- 『ダイアリー・オブ・ア・マッドマン』 - Diary of a Madman（1981年）
  - 6位 3Xプラチナム（US）、14位（UK）
- 『月に吠える』 - Bark at the Moon（1983年12月10日）
  - 19位 3Xプラチナム（US）、 24位 シルバー（UK）
- 『罪と罰』  - The Ultimate Sin（1986年）
  - 6位 2Xプラチナム（US）、8位 シルバー（UK）
- 『ノー・レスト・フォー・ザ・ウィケッド』 - No Rest for the Wicked（1988年）
  - 13位 2Xプラチナム（US）、23位（UK）
- 『ノー・モア・ティアーズ』 - No More Tears（1991年9月17日）
  - 7位 4Xプラチナム（US）、17位（UK）
- 『オズモシス』 - Ozzmosis（1995年）
  - 4位 2Xプラチナム（US）、22位（UK）
- 『ダウン・トゥ・アース』 - Down to Earth（2001年）
  - 4位 プラチナム（US）、19位（UK）
- 『アンダー・カヴァー』  - Under Cover（2005年 カバーアルバム）
- 『ブラック・レイン』 - Black Rain（2007年）
  - 3位 ゴールド（US）、8位（UK）
- 『スクリーム』 - Scream（2010年）
  - 4位（US）、12位（UK）
- 『オーディナリー・マン』 - Ordinary Man（2020年）
  - 3位（US）、3位（UK）
- 『ペイシェント・ナンバー9』 - Patient Number 9（2022年）

### ライブ・アルバム
- 『悪魔の囁き』 - Speak of the Devil（1982年）
  - 14位 プラチナム（US）
- 『トリビュート〜ランディ・ローズに捧ぐ』 - Tribute（1987年、録音1981 - 1982年ごろ）
  - 6位 2Xプラチナム（US）
- 『ジャスト・セイ・オジー』 - Just Say Ozzy（1990年）
  - 58位 ゴールド（US）
- 『ライヴ&ラウド』 - Live & Loud（1993年）
  - 22位 プラチナム（US）
- 『ライヴ・アット武道館』 - Live at Budokan（2002年）
  - 70位 ゴールド（US）

### コンピレーション・アルバム
- 『ジ・アザー・サイド・オブ・オジー』 - The Other Side Of Ozzy Osbourne（1985年）※日本編集盤
- 『BEST OF OZZ』 - Best of Ozz（1989年）※BURRN!誌の人気投票による選曲の日本限定ベスト盤
- 『グレイテスト・ヒッツ〜オズマン・コメス〜』  - The Ozzman Cometh（1997年）
  - 13位 2Xプラチナム（US）
- 『エッセンシャル・オジー・オズボーン』 - The Essential Ozzy Osbourne（2003年）
  - 81位 ゴールド（US）
- 『プリンス・オブ・ダークネス』 - Prince Of Darkness（2005年）※デモ・ライヴテイク・企画物を中心とした4枚組ボックスセット
- 『メモワーズ・オブ・ア・マッドマン』 - Memoirs of a Madman（2014年）

### 映像作品
- Speak of the Devil（1982年）
- 『ライブ＋モア！』 - The Ultimate Ozzy（1986年）
- 『ヒストリー・オブ・オズ』 - Don't Blame Me（1991年）
- Live & Loud（1993年）
- 『ライブ・アット武道館』 - Live at Budokan（2002年）
- 『オジー降臨』 - God Bless Ozzy Osbourne（2011年）

## 来日公演

### 単独公演
- Diary of a Madman Tour（1982年）〈Brad Gillis〉
  - 7月09日 大阪 フェスティバルホール
  - 7月11日 名古屋 名古屋市公会堂
  - 7月13日 京都 京都会館
  - 7月14日・15日 東京 中野サンプラザ
- Bark at the Moon Tour（1984年）〈Jake E. Lee〉
  - 6月28日 東京 中野サンプラザ
  - 6月29日 東京 東京厚生年金会館
  - 6月30日 名古屋 名古屋市公会堂
  - 7月02日 大阪 フェスティバルホール
  - 7月03日 福岡 福岡サンパレス
  - 7月05日・6日 東京 中野サンプラザ
  - 7月07日 東京 渋谷公会堂
- The Ultimate Sin Tour（1986年）〈Jake E. Lee〉
  - 5月24日 福岡 福岡サンパレス
  - 5月26日 大阪 フェスティバルホール
  - 5月27日 大阪 大阪厚生年金会館
  - 5月29日 名古屋 名古屋市公会堂
  - 5月31日・6月1日 東京 NHKホール
  - 6月02日 東京 日本武道館
- No Rest for the Wicked Tour（1989年）〈Zakk Wylde〉
  - 2月27日 東京 東京厚生年金会館
  - 3月01日 横浜 横浜文化体育館
  - 3月02日 東京 日本武道館
  - 3月07日 福岡 福岡サンパレス
  - 3月08日 大阪 大阪厚生年金会館
- Theatre of Madness Tour（1991年）〈Zakk Wylde〉
  - 10月28日 仙台 仙台サンプラザホール
  - 10月30日・31日 東京 日本武道館
  - 11月02日 横浜 横浜文化体育館
  - 11月03日 名古屋 名古屋市公会堂
  - 11月05日 大阪 大阪城ホール
- Retirement Suckss Tour（1996年）〈Joe Holmes〉
  - 3月08日・16日 東京 日本武道館
  - 3月12日 大阪 大阪城ホール
- The Ozzman Cometh Tour（1998年）〈Zakk Wylde〉
  - 2月24日 福岡 福岡サンパレス
  - 2月26日 名古屋 愛知厚生年金会館
  - 2月28日・3月1日 大阪 大阪厚生年金会館
  - 3月04日 横浜 神奈川県民ホール
  - 3月05日 東京 日本武道館
- Down to Earth Tour（2002年）〈Zakk Wylde〉
  - 2月08日・9日 大阪 Zepp大阪
  - 2月11日 名古屋 名古屋市公会堂
  - 2月13日 福岡 Zepp福岡
  - 2月15日 東京 日本武道館
  - 2月18日 横浜 パシフィコ横浜 大ホール
- Scream Tour（2010年）〈Gus G〉
  - 10月13日 東京 東京国際フォーラム

### フェス
- Loud Park 10（2010年）〈Gus G〉
  - 10月17日 神戸 ワールド記念ホール
- Ozzfest Japan 2013（2013年）〈Gus G〉
  - 5月12日 千葉 幕張メッセ 国際展示場 展示ホール9-10-11
    - ブラック・サバスとして登場
- Ozzfest Japan 2015（2015年）〈Gus G〉
  - 11月22日 千葉 幕張メッセ 国際展示場 展示ホール9-10-11